# John Grierson
John Grierson, CBE (ur. 26 kwietnia 1898 w Deanston, zm. 19 lutego 1972 w Bath) – szkocki reżyser i producent filmów dokumentalnych, uznawany za współtwórcę brytyjskiej szkoły dokumentalnej.

## Życiorys
Grierson, urodzony ze związku nauczyciela i sufrażystki, w latach 1916–1922 studiował na uniwersytecie w Glasgow. Otrzymawszy dyplom magistra filologii angielskiej oraz filozofii moralnej. W latach 1924–1927 przebywał w Stanach Zjednoczonych, gdzie miał okazję zapoznać się z dopiero rodzącą się sztuką filmową. Bodźcem dla jego sposobu myślenia na temat kina była polemika z amerykańskim intelektualistą Walterem Lippmannem na temat potencjału filmu jako medium zaangażowanego społecznie. Pod wpływem spotkania z Lippmannem opracował własną koncepcję kina, dla którego nazwę wymyślił w 1926 roku wobec filmu Roberta Flaherty'ego Moana (1926). 
Wspominając Moanę, Grierson użył wobec niej terminu documentary („film dokumentalny”). Przez to określenie Grierson rozumiał twórcze przekształcenie rzeczywistości. Jack Ellis zwraca uwagę, że dotychczas to określenie oznaczało „lekcję”, „pouczenie”, a więc film dokumentalny według Griersona miał pełnić funkcję dydaktyczną. Przyszły reżyser zamierzał realizować tę funkcję w oparciu o montaż, którego potencjał odkrył w trakcie seansu Pancernika Potiomkina (1925) Siergieja Eisensteina.
Wróciwszy do Wielkiej Brytanii, Grierson przyczynił się do ukształtowania nurtu w kinie dokumentalnym, nazywanym brytyjską szkołą dokumentu. Na jej twórczość składały się filmy realizowane na zlecenie dwóch państwowych spółek. W pierwszej z nich, Empire Marketing Board (1927-1933), Grierson wyreżyserował osobiście niemy film Poławiacze śledzi (1929), którego nowatorstwo polegało na ukazaniu codziennej pracy rybaków nad Morzem Północnym, a tym samym – na zobrazowaniu przeciętnych brytyjskich obywateli. Reżyser znajdował się pod przemożnym wpływem Eisensteina, stosując techniki montażu wyraźnie wzorowane na Pancerniku Potiomkinie, a sama projekcja Poławiaczy śledzi odbyła się wraz ze wspomnianym filmem radzieckim, wówczas zakazanym w Wielkiej Brytanii. Rychło Grierson zgromadził wokół siebie kilku współpracowników, między innymi Paula Rothę, Basila Wrighta, Harry'ego Watta, Edgara Ansteya, Alberta Cavalcantiego i Arthura Eltona.
Gdy Empire Marketing Board została rozwiązana w 1933 roku, Grierson znalazł zatrudnienie w kolejnej spółce państwowej, General Post Office. W ramach zespołu filmowego przy tej spółce zajął się produkcją dzieł kluczowych dla brytyjskiej szkoły dokumentu, które konstytuowały dwa nurty. Pierwszy z nich stanowiły między innymi Pieśń Cejlonu (1934) Wrighta, Stocznia (1935) Rothy, Cargo z Jamajki (1933) Wrighta, Nocna poczta (1936) Watta i Wrighta oraz Twarz węgla (1935) Cavalcantiego, których bohaterem zbiorowym była klasa robotnicza oraz wykonywana przez nich praca. Drugi z nurtów, bardziej skoncentrowany na problemach społecznych, konstytuowały Problemy mieszkaniowe (1935) Eltona i Ansteya, Dzieci w szkole (1937) Wrighta, Żywności wystarczy (1937) Ansteya, Twarz Brytanii (1935) Rothy, Robotnicy i miejsca pracy (1935) Eltona oraz współreżyserowany przez Griersona Żyjemy dzisiaj (1937).
W 1937 roku Grierson opuścił General Post Office, przekazując władzę nad zespołem filmowym Cavalcantiemu. Przeprowadził się do Kanady, gdzie w 1938 roku współtworzył National Film Board of Canada, organ regulujący produkcję filmów kanadyjskich. Jednakże w 1945 roku Grierson został zwolniony ze sprawowanego stanowiska członka rady, gdyż przypisywano mu komunistyczne sympatie i rzekomą współpracę ze szpiegami radzieckimi. Wrócił do Szkocji, gdzie z rozgoryczeniem obserwował, jak dawne stworzone przez niego zespoły filmowe zostały zlikwidowane. Dopiero w 1957 roku ponownie znalazł zatrudnienie przy produkcji telewizyjnego programu This Wonderful World, który z powodzeniem był wyświetlany w telewizji do roku 1967. 
Za swoje zasługi dla kinematografii Wspólnoty Brytyjskiej John Grierson został odznaczony Orderem Imperium Brytyjskiego III klasy (CBE) w 1961 roku.